# RFM
RFM은 가치있는 고객을 추출해내어 이를 기준으로 고객을 분류할 수 있는 매우 간단하면서도 유용하게 사용될 수 있는 방법으로 알려져 있어 마케팅에서 가장 많이 사용되고 있는 분석방법 중 하나이다. RFM은 구매 가능성이 높은 고객을 선정하기 위한 데이터 분석방법으로서, 분석과정을 통해 데이터는 의미있는 정보로 전환된다.
RFM은 Recency, Frequency, Monetary의 약자로 고객의 가치를 다음의 세 가지 기준에 의해 계산하고 있다.
- Recency - 거래의 최근성: 고객이 얼마나 최근에 구입했는가?
- Frequency - 거래빈도: 고객이 얼마나 빈번하게 우리 상품을 구입했나?
- Monetary - 거래규모: 고객이 구입했던 총 금액은 어느 정도인가?

## 모형
- Scoring 기법: RFM의 요인을 각각 5등급으로 등간격으로 분류하는 방법이다.

현재 개발된 RFM 모형은 크게 4가지로 분류 할 수 있다. 이 문서의 내용들은 정설이 아니며 신뢰하기 어려움을 전제로 참고해야한다.

- 모델1. RFM 각 요소의 20% rule의 적용
- 모델2. 비율 척도에 의한 양적인 정도의 차이에 따른 등간격의 5등급 분류
- 모델3. 상하 20%를 제외한 등간격 척도에 의한 그룹 분류
- 모델4. 군집 분석에 의한 각 요소 별 5개의 그룹 분류

- Data Mining 기법을 이용한 모형

- - 회귀분석

- 선형 회귀 분석을 이용한 모형: 고객의 구매 최근성, 구매 빈도, 구매 금액 등 고객의 수익 기여도를 나타내는 세가지 지표들의 선형결합으로 세가지 지표들을 점수화 한다.
- 다중 회귀 분석을 이용한 모형: 각 고객의 구매 행동을 나타내는 R,F,M의 변수들을 독립변수로하고 고객의 미래 구매 행동을 예측하는 기법.
- 신경망을 적용한 모형: 로지스틱 회귀 모형을 보완하는 차원에서 연구.
- 확률적 RFM모형:Colombo와 Weina의 확률적인 RFM모형은 과거의 고객의 응답 이력으로 고객의 미래 응답을 예측하는 행동모델이다.[2]